# Crystal Palace Baltimore
Crystal Palace Baltimore foi um time de futebol, fundado em 2006. Era membro da United Soccer Leagues Second Division (USL2), dos Estados Unidos.

## História
O Crystal Palace Baltimore foi fundado em 5 de maio de 2006 pelo presidente do Crystal Palace FC, Simon Jordan, pelo vice-presidente Domingos Jordan, pelo diretor executivo Phil Alexander, pelo diretor de futebol Bob Dowie e por Jim Cherneski. A franquia de Baltimore era inicialmente prevista para atuar na primeira divisão da USL Development League (PDL). Em vez disso, juntou-se a USL Second Division (USL-2), quando começou com uma agenda cheia de competições em 2007. O primeiro nome oficial da equipe foi Crystal Palace F.C. USA, até 27 de janeiro de 2010, quando foi alterado para o nome mais popularmente aceito Crystal Palace Baltimore.

### Jogadores notáveis
- Joshua Alcala
- Shintaro Harada
- Ibrahim Kante
- Mike Lookingland
- Matthew Nelson
- Sean Rush
- Charlie Sheringham
- Lewwis Spence
- Nick Zimmerman